# William M. Calder
William Musgrave Calder I (ur. 3 marca 1869 w Brooklynie, zm. 3 marca 1945 w Brooklynie) – amerykański polityk, członek Partii Republikańskiej.

## Działalność polityczna
W okresie od 4 marca 1905 do 3 marca 1915 przez pięć kadencji był przedstawicielem 6. okręgu wyborczego w stanie Nowy Jork w Izbie Reprezentantów Stanów Zjednoczonych, a od 4 marca 1917 do 3 marca 1923 przez jedną kadencję senatorem Stanów Zjednoczonych z Nowego Jorku (1. klasa).